# Expert Soldier Badge

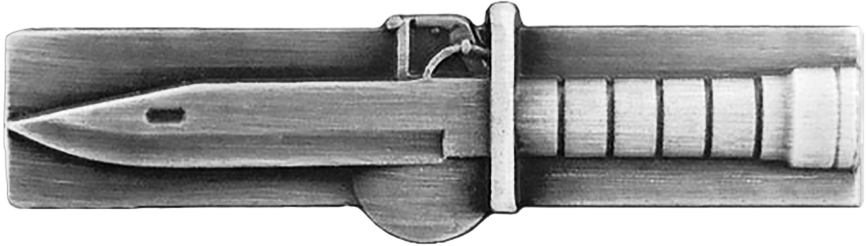
Expert Soldier Badge

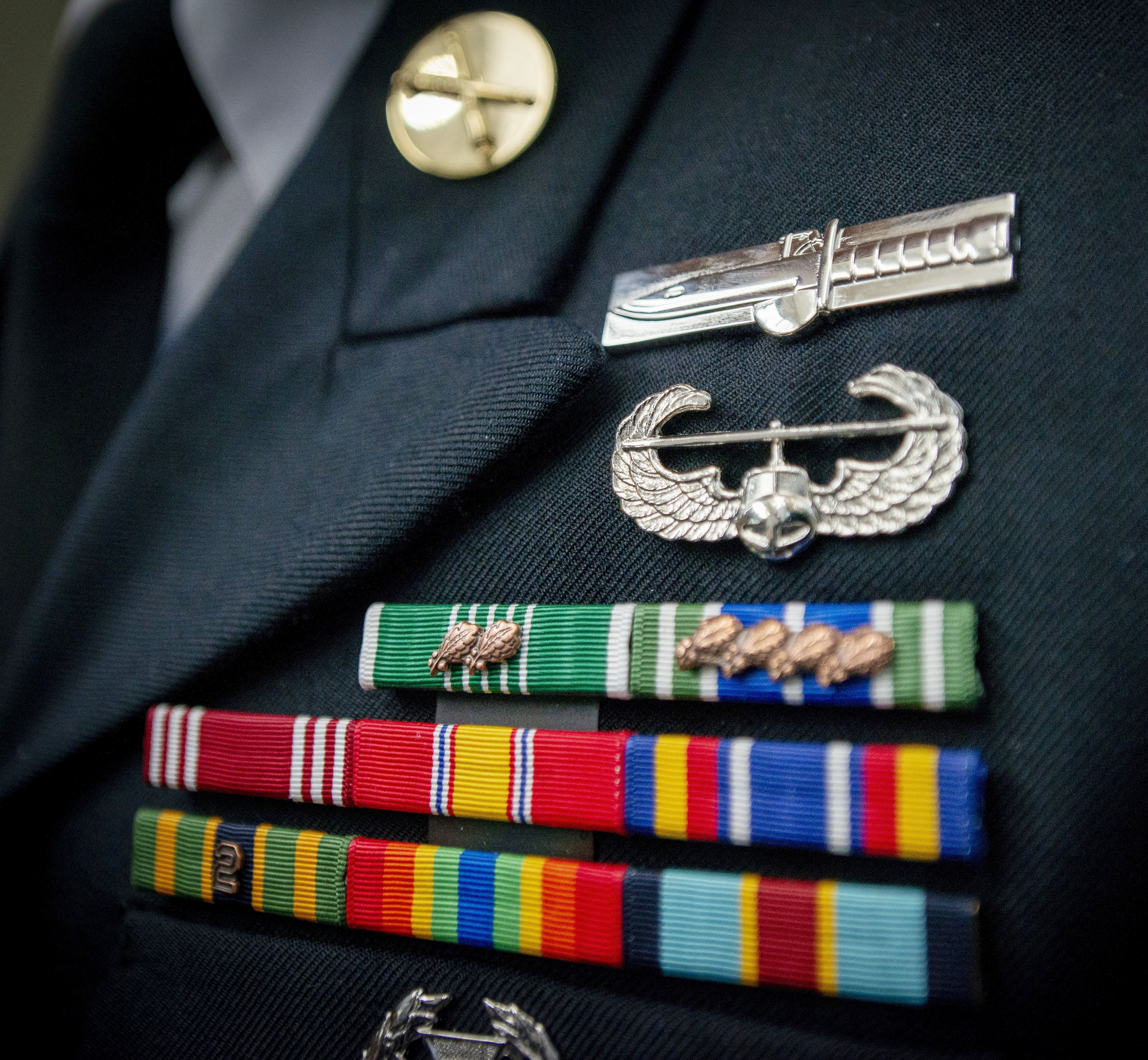
Das Expert Soldier Badge an einer Uniform bei der ersten Verleihung am 15. Oktober 2019

Das Expert Soldier Badge (ESB) ist ein spezielles Fähigkeitsabzeichen der United States Army. Das ESB wurde für Soldaten der US-Army eingeführt die nicht der Infanterie, Special Forces und dem Sanitätsdienst angehören. Das Abzeichen wurde am 14. Juni 2019 genehmigt und seit Oktober 2019 verliehen. Das Expert Infantryman Badge (EIB) wurde bereits 1943 eingeführt und das Expert Field Medical Badge (EFMB) 1965. Soldaten die nicht der Infanterie, Special Forces und dem Sanitätsdienst angehören werden seit 2005 bei Teilnahme an Kampfhandlungen am Boden mit dem Combat Action Badge (CAB) ausgezeichnet.

## Kriterien
Die Kriterien für die Verleihung des Expert Soldier Badge bestehen darin, dass ein Soldat 30 Aufgaben und Gefechtsübungen sowie fünf wesentliche Aufgaben auf Einheitsebene, die vom Kommandeur ausgewählt werden, zusätzlich zum Abschluss eines 12-Meilen-Fußmarsches, eines Landnavigations-Tests und des Army Combat Fitness Tests absolvieren muss. Die Tests werden auf Brigadeebene durchgeführt, wobei die Einheiten eine Woche Zeit haben, um den Testparcours einzurichten, einige Tage für die Ausbildung und dann einige Tage für die Tests.